# 2015CCTV体坛风云人物评选
2015CCTV体坛风云人物评选是中国中央电视台为表彰2015年度中国体育人物而举办的评奖活动。2015年9月23日在北京梅地亚中心正式启动。2015年12月进行初评，2015年12月22日举行提名奖揭晓仪式。2016年1月24日晚，举行颁奖典礼。当晚中国中央电视台体育频道、中国网络电视台、爱奇艺、乐视体育现场直播，中国中央电视台综合频道、中国中央电视台中文国际频道亦录像播出。2016年1月24日晚，颁奖典礼在國家體育館举行，主持人为张斌。2015年度的评选活动，组委会将“年度未名人士体育精神奖”更名为“年度大众体育精神奖”。

## 组织机构
- 主办：中央电视台
- 承办：中央电视台体育频道
- 协办：中视体育娱乐有限公司、央视网

## 提名名单
按现场颁奖顺序先后排列
     为最终获奖者
| 奖项               | 姓名                               | 项目                                      | 开、颁奖嘉宾   |
| ------------------ | ---------------------------------- | ----------------------------------------- | -------------- |
| 最佳新人           | 周琦                               | 篮球                                      | 李金哲、郎平   |
| 最佳新人           | 范忆琳                             | 体操                                      | 李金哲、郎平   |
| 最佳新人           | 蒋惠花                             | 举重                                      | 李金哲、郎平   |
| 最佳新人           | 韦奕                               | 国际象棋                                  | 李金哲、郎平   |
| 最佳新人           | 张常宁                             | 排球                                      | 李金哲、郎平   |
| 最佳非奥项目运动员 | 熊朝忠                             | 职业拳击                                  | 聂卫平、叶江川 |
| 最佳非奥项目运动员 | 东丽                               | 极限马拉松                                | 聂卫平、叶江川 |
| 最佳非奥项目运动员 | 古力                               | 围棋                                      | 聂卫平、叶江川 |
| 最佳非奥项目运动员 | 侯逸凡                             | 国际象棋                                  | 聂卫平、叶江川 |
| 最佳非奥项目运动员 | 钟齐鑫                             | 攀岩                                      | 聂卫平、叶江川 |
| 大众体育精神奖     | 北京马拉松组委会                   |                                           | 丁宁、邹市明   |
| 大众体育精神奖     | 陈峥嵘                             | 从健身俱乐部办起做成上市公司              | 丁宁、邹市明   |
| 大众体育精神奖     | 毛大庆                             | 创建公益跑团“毛线团”                      | 丁宁、邹市明   |
| 大众体育精神奖     | 王荣                               | 重庆金沙冬泳队队长 国家一级社会体育指导员 | 丁宁、邹市明   |
| 大众体育精神奖     | “姚基金希望小学篮球季”项目团队     |                                           | 丁宁、邹市明   |
| 年度突破奖         | 苏炳添                             | 田径                                      | 许海峰、李宁   |
| 年度突破奖         | 郭川                               | 帆船                                      | 许海峰、李宁   |
| 年度突破奖         | 刘虹                               | 田径                                      | 许海峰、李宁   |
| 年度突破奖         | 莫有雪/谢震业/苏炳添/张培萌        | 田径                                      | 许海峰、李宁   |
| 年度突破奖         | 宁泽涛                             | 游泳                                      | 许海峰、李宁   |
| 残疾人体育精神奖   | 祁顺                               | 田径                                      | 郎朗、王梅梅   |
| 残疾人体育精神奖   | 陈忆梅                             | 田径                                      | 郎朗、王梅梅   |
| 残疾人体育精神奖   | 范良                               | 田径                                      | 郎朗、王梅梅   |
| 残疾人体育精神奖   | 李茂大                             | 田径                                      | 郎朗、王梅梅   |
| 残疾人体育精神奖   | 苏放                               | 特奥田径                                  | 郎朗、王梅梅   |
| 最佳组合           | 莫有雪/谢震业/苏炳添/张培萌        | 田径                                      | 李琰、胡信东   |
| 最佳组合           | 傅园慧/史婧琳/陆滢/沈铎            | 游泳                                      | 李琰、胡信东   |
| 最佳组合           | 武大靖/韩天宇/许宏志/陈德全/石竟男 | 短道速滑                                  | 李琰、胡信东   |
| 最佳组合           | 张楠/赵芸蕾                        | 羽毛球                                    | 李琰、胡信东   |
| 最佳组合           | 钟天使/宫金杰                      | 自行车                                    | 李琰、胡信东   |
| 最佳教练           | 郎平                               | 排球（中国女子排球队教练）                | 陆元盛、钟少珍 |
| 最佳教练           | 宫鲁鸣                             | 篮球（中国男子篮球队教练）                | 陆元盛、钟少珍 |
| 最佳教练           | 斯科拉里                           | 足球（广州恒大足球队教练）                | 陆元盛、钟少珍 |
| 最佳教练           | 叶瑾                               | 游泳（宁泽涛的教练）                      | 陆元盛、钟少珍 |
| 最佳教练           | 袁國強                             | 田径（男子4x100米接力队教练）             | 陆元盛、钟少珍 |
| 最佳女运动员       | 刘虹                               | 田径                                      | 宁泽涛、姚明   |
| 最佳女运动员       | 丁宁                               | 乒乓球                                    | 宁泽涛、姚明   |
| 最佳女运动员       | 范可新                             | 短道速滑                                  | 宁泽涛、姚明   |
| 最佳女运动员       | 傅园慧                             | 游泳                                      | 宁泽涛、姚明   |
| 最佳女运动员       | 吴静钰                             | 跆拳道                                    | 宁泽涛、姚明   |
| 最佳女运动员       | 朱婷                               | 排球                                      | 宁泽涛、姚明   |
| 最佳团队           | 中国女子排球队                     | 排球                                      | 李华旺、魏纪中 |
| 最佳团队           | 中国举重队                         | 举重                                      | 李华旺、魏纪中 |
| 最佳团队           | 中国男子国际象棋队                 | 国际象棋                                  | 李华旺、魏纪中 |
| 最佳团队           | 中国男子篮球队                     | 篮球                                      | 李华旺、魏纪中 |
| 最佳团队           | 中国游泳队                         | 游泳                                      | 李华旺、魏纪中 |
| 最佳男运动员       | 宁泽涛                             | 游泳                                      | 李玲蔚、刘翔   |
| 最佳男运动员       | 马龙                               | 乒乓球                                    | 李玲蔚、刘翔   |
| 最佳男运动员       | 苏炳添                             | 田径                                      | 李玲蔚、刘翔   |
| 最佳男运动员       | 孙杨                               | 游泳                                      | 李玲蔚、刘翔   |
| 最佳男运动员       | 易建联                             | 篮球                                      | 李玲蔚、刘翔   |
| 评委会大奖         | 郎平                               | 中国女子排球队教练                        | 李挺、冯建中   |

## 外部連結
- 2015CCTV体坛风云人物评选（页面存档备份，存于） 官网